# Castelletto d'Erro
Castelletto d'Erro és un municipi situat al territori de la província d'Alessandria, a la regió del Piemont, (Itàlia).
Limita amb els municipis de Bistagno, Cartosio, Melazzo, Montechiaro d'Acqui i Ponti.